# FA Cup 2003-04
La FA Cup 2003-04 fue la 123ª edición del más antiguo torneo de fútbol reconocido en el mundo. Comenzó el 23 de agosto de 2003, con las rondas preliminares de equipos de los niveles bajos del fútbol inglés.
Las semifinales fueron jugadas en canchas neutrales, sin replay. La final se jugó en el Millennium Stadium en Cardiff, ya que el Estadio de Wembley se estaba remodelando. 
El Manchester United se impuso en la final por 3-0 al Millwall de la First Division, en ese entonces segundo nivel del fútbol inglés, fue la primera vez en 12 años que un club fuera de la primera categoría llegaba a la final de la FA Cup.

## Calendario
| Ronda                        | Fecha                    | Partidos | Clubs     | Premio     |
| ---------------------------- | ------------------------ | -------- | --------- | ---------- |
| Ronda extra preliminar       | 23 de agosto de 2003     | 73       | 661 → 588 | £500       |
| Ronda preliminar             | 30 de agosto de 2003     | 182      | 588 → 406 | £1,000     |
| Primera ronda clasificatoria | 20 de septiembre de 2003 | 124      | 406 → 282 | £2,250     |
| Segunda ronda clasificatoria | 27 de septiembre de 2003 | 84       | 282 → 198 | £3,750     |
| Tercera ronda clasificatoria | 11 de octubre de 2003    | 42       | 198 → 156 | £5,000     |
| Cuarta ronda clasificatoria  | 5 de octubre de 2003     | 32       | 156 → 124 | £10,000    |
| Primera ronda                | 8 de noviembre de 2003   | 40       | 124 → 84  | £16,000    |
| Segunda ronda                | 6 de diciembre de 2003   | 20       | 84 → 64   | £24,000    |
| Tercera ronda                | 3 de enero de 2004       | 32       | 64 → 32   | £40,000    |
| Cuarta ronda                 | 24 de enero de 2004      | 16       | 32 → 16   | £60,000    |
| Quinta ronda                 | 14 de febrero de 2004    | 8        | 16 → 8    | £120,000   |
| Cuartos de final             | 6 de marzo de 2004       | 4        | 8 → 4     | £300,000   |
| Semifinales                  | 3 de abril de 2004       | 2        | 4 → 2     | £900,000   |
| Final                        | 22 de mayo de 2004       | 1        | 2 → 1     | £1,000,000 |

## Primera ronda
| N.º    | Local                  | Resultado | Visita                 |
| ------ | ---------------------- | --------- | ---------------------- |
| 1      | Lincoln City           | 3 – 1     | Brighton & Hove Albion |
| 2      | Peterborough United    | 2 – 0     | Hereford United        |
| 3      | Oldham Athletic        | 3 – 0     | Carlisle United        |
| 4      | Cheltenham Town        | 3 – 1     | Hull City              |
| 5      | Yeovil Town            | 4 – 1     | Wrexham                |
| 6      | Macclesfield Town      | 3 – 0     | Boston United          |
| 7      | Grays Athletic         | 1 – 2     | Aldershot Town         |
| 8      | Scarborough            | 1 – 0     | Doncaster Rovers       |
| 9      | Barnet                 | 2 – 2     | Stalybridge Celtic     |
| replay | Stalybridge Celtic     | 0 – 2     | Barnet                 |
| 10     | Blackpool              | 4 – 0     | Boreham Wood           |
| 11     | Wycombe Wanderers      | 4 – 1     | Swindon Town           |
| 12     | Lancaster City         | 1 – 2     | Cambridge United       |
| 13     | Woking                 | 3 – 1     | Histon                 |
| 14     | AFC Bournemouth        | 1 – 0     | Bristol Rovers         |
| 15     | Stevenage Borough      | 2 – 1     | Stockport County       |
| 16     | Grantham Town          | 1 – 2     | Leyton Orient          |
| 17     | Thurrock               | 1 – 1     | Luton Town             |
| replay | Luton Town             | 3 – 1     | Thurrock               |
| 18     | Northampton Town       | 3 – 2     | Plymouth Argyle        |
| 19     | Tranmere Rovers        | 3 – 2     | Chesterfield           |
| 20     | Hornchurch             | 2 – 0     | Darlington             |
| 21     | Scunthorpe United      | 2 – 1     | Shrewsbury Town        |
| 22     | Torquay United         | 1 – 2     | Burton Albion          |
| 23     | Accrington Stanley     | 1 – 0     | Huddersfield Town      |
| 24     | Grimsby Town           | 1 – 0     | QPR                    |
| 25     | Notts County           | 7 – 2     | Shildon                |
| 26     | Brentford              | 7 – 1     | Gainsborough Trinity   |
| 27     | Kidderminster Harriers | 2 – 1     | Northwich Victoria     |
| 28     | Southend United        | 1 – 1     | Canvey Island          |
| replay | Canvey Island          | 2 – 3     | Southend United        |
| 29     | York City              | 1 – 2     | Barnsley               |
| 30     | Port Vale              | 2 – 2     | Ford United            |
| replay | Ford United            | 1 – 2     | Port Vale              |
| 31     | Mansfield Town         | 6 – 0     | Bishop's Stortford     |
| 32     | Sheffield Wednesday    | 4 – 0     | Salisbury City         |
| 33     | Farnborough Town       | 0 – 1     | Weston-super-Mare      |
| 34     | Chester City           | 0 – 1     | Gravesend & Northfleet |
| 35     | Telford United         | 3 – 2     | Crawley Town           |
| 36     | Colchester United      | 1 – 0     | Oxford United          |
| 37     | Bradford Park Avenue   | 2 – 5     | Bristol City           |
| 38     | Bury                   | 1 – 2     | Rochdale               |
| 39     | Swansea City           | 3 – 0     | Rushden & Diamonds     |
| 40     | Hartlepool United      | 4 – 0     | Whitby Town            |

## Segunda ronda
| N.º                                        | Local                  | Resultado | Visita                 |
| ------------------------------------------ | ---------------------- | --------- | ---------------------- |
| 1                                          | Northampton Town       | 4 – 1     | Weston-super-Mare      |
| 2                                          | Rochdale               | 0 – 2     | Luton Town             |
| 3                                          | Colchester United      | 1 – 0     | Aldershot Town         |
| 4                                          | Macclesfield Town      | 1 – 1     | Cambridge United       |
| replay                                     | Cambridge United       | 2 – 2     | Macclesfield Town      |
| Macclesfield Town ganó 4-2 en los penales  |                        |           |                        |
| 5                                          | Peterborough United    | 3 – 2     | Grimsby Town           |
| 6                                          | Bristol City           | 0 – 0     | Barnsley               |
| replay                                     | Barnsley               | 2 – 1     | Bristol City           |
| 7                                          | Oldham Athletic        | 2 – 5     | Blackpool              |
| 8                                          | Burton Albion          | 0 – 1     | Hartlepool United      |
| 9                                          | Gravesend & Northfleet | 1 – 2     | Notts County           |
| 10                                         | Telford United         | 3 – 0     | Brentford              |
| 11                                         | Woking                 | 0 – 3     | Kidderminster Harriers |
| 12                                         | Hornchurch             | 0 – 1     | Tranmere Rovers        |
| 13                                         | Yeovil Town            | 5 – 1     | Barnet                 |
| 14                                         | AFC Bournemouth        | 1 – 1     | Accrington Stanley     |
| replay                                     | Accrington Stanley     | 0 – 0     | AFC Bournemouth        |
| Accrington Stanley ganó 5-3 en los penales |                        |           |                        |
| 15                                         | Cheltenham Town        | 3 – 1     | Leyton Orient          |
| 16                                         | Port Vale              | 0 – 1     | Scarborough            |
| 17                                         | Wycombe Wanderers      | 1 – 1     | Mansfield Town         |
| replay                                     | Mansfield Town         | 3 – 2     | Wycombe Wanderers      |
| 18                                         | Southend United        | 3 – 0     | Lincoln City           |
| 19                                         | Scunthorpe United      | 2 – 2     | Sheffield Wednesday    |
| replay                                     | Sheffield Wednesday    | 0 – 0     | Scunthorpe United      |
| Scunthorpe United ganó 3-1 en los penales  |                        |           |                        |
| 20                                         | Swansea City           | 2 – 1     | Stevenage Borough      |

## Tercera ronda
| N.º    | Local                   | Resultado | Visita                  |
| ------ | ----------------------- | --------- | ----------------------- |
| 1      | Preston North End       | 3 – 3     | Reading                 |
| replay | Reading                 | 1 – 2     | Preston North End       |
| 2      | Southampton             | 0 – 3     | Newcastle United        |
| 3      | Watford                 | 2 – 2     | Chelsea                 |
| replay | Chelsea                 | 4 – 0     | Watford                 |
| 4      | Yeovil Town             | 0 – 2     | Liverpool               |
| 5      | Gillingham              | 3 – 2     | Charlton Athletic       |
| 6      | Nottingham Forest       | 1 – 0     | West Bromwich Albion    |
| 7      | Aston Villa             | 1 – 2     | Manchester United       |
| 8      | Crewe Alexandra         | 0 – 1     | Telford United          |
| 9      | Middlesbrough           | 2 – 1     | Notts County            |
| 10     | Sunderland              | 1 – 0     | Hartlepool United       |
| 11     | Everton                 | 3 – 1     | Norwich City            |
| 12     | Ipswich Town            | 3 – 0     | Derby County            |
| 13     | Tranmere Rovers         | 1 – 1     | Bolton Wanderers        |
| replay | Bolton Wanderers        | 1 – 2     | Tranmere Rovers         |
| 14     | Tottenham Hotspur       | 3 – 0     | Crystal Palace          |
| 15     | Manchester City         | 2 – 2     | Leicester City          |
| replay | Leicester City          | 1 – 3     | Manchester City         |
| 16     | Kidderminster Harriers  | 1–1       | Wolverhampton Wanderers |
| replay | Wolverhampton Wanderers | 2–0       | Kidderminster Harriers  |
| 17     | Fulham                  | 2–1       | Cheltenham Town         |
| 18     | Barnsley                | 0–0       | Scunthorpe United       |
| replay | Scunthorpe United       | 2–0       | Barnsley                |
| 19     | Northampton Town        | 1–1       | Rotherham United        |
| replay | Rotherham United        | 1 – 2     | Northampton Town        |
| 20     | Coventry City           | 2–1       | Peterborough United     |
| 21     | Portsmouth              | 2–1       | Blackpool               |
| 22     | Bradford City           | 1–2       | Luton Town              |
| 23     | Millwall                | 2–1       | Walsall                 |
| 24     | Wimbledon               | 1–1       | Stoke City              |
| replay | Stoke City              | 0–1       | Wimbledon               |
| 25     | Southend United         | 1–1       | Scarborough             |
| replay | Scarborough             | 1–0       | Southend United         |
| 26     | Mansfield Town          | 0–2       | Burnley                 |
| 27     | Cardiff City            | 0–1       | Sheffield United        |
| 28     | Leeds United            | 1–4       | Arsenal                 |
| 29     | Wigan Athletic          | 1–2       | West Ham United         |
| 30     | Birmingham City         | 4–0       | Blackburn Rovers        |
| 31     | Swansea City            | 2–1       | Macclesfield Town       |
| 32     | Accrington Stanley      | 0–0       | Colchester United       |
| replay | Colchester United       | 2–1       | Accrington Stanley      |

## Cuarta ronda
| N.º    | Local                   | Resultado | Visita            |
| ------ | ----------------------- | --------- | ----------------- |
| 1      | Burnley                 | 3–1       | Gillingham        |
| 2      | Liverpool               | 2–1       | Newcastle United  |
| 3      | Nottingham Forest       | 0–3       | Sheffield United  |
| 4      | Wolverhampton Wanderers | 1–3       | West Ham United   |
| 5      | Luton Town              | 0–1       | Tranmere Rovers   |
| 6      | Everton                 | 1–1       | Fulham            |
| replay | Fulham                  | 2–1       | Everton           |
| 7      | Scarborough             | 0–1       | Chelsea           |
| 8      | Ipswich Town            | 1–2       | Sunderland        |
| 9      | Manchester City         | 1–1       | Tottenham Hotspur |
| replay | Tottenham Hotspur       | 3–4       | Manchester City   |
| 10     | Northampton Town        | 0–3       | Manchester United |
| 11     | Coventry City           | 1–1       | Colchester United |
| replay | Colchester United       | 3–1       | Coventry City     |
| 12     | Portsmouth              | 2–1       | Scunthorpe United |
| 13     | Arsenal                 | 4–1       | Middlesbrough     |
| 14     | Birmingham City         | 1–0       | Wimbledon         |
| 15     | Telford United          | 0–2       | Millwall          |
| 16     | Swansea City            | 2–1       | Preston North End |

Una de las llaves destacadas fue el del Tottenham Hotspur contra el Manchester City. En el replay, Tottenham ganaba por 3-0 en el descanso, sin embargo el City dio vuelta el marcador por 4-3; Jon Macken anotó el tanto de la victoria; sumando que Manchester jugó el segundo tiempo con un jugador menos, por la expulsión de Joey Barton.

## Quinta ronda
| N.º    | Local             | Resultado | Visita            | Asistencia |
| ------ | ----------------- | --------- | ----------------- | ---------- |
| 1      | Liverpool         | 1–1       | Portsmouth        | 34,669     |
| replay | Portsmouth        | 1–0       | Liverpool         | 19,529     |
| 2      | Sunderland        | 1–1       | Birmingham City   | 24,966     |
| replay | Birmingham City   | 0–2       | Sunderland        | 25,645     |
| 3      | Sheffield United  | 1–0       | Colchester United | 17,074     |
| 4      | Tranmere Rovers   | 2–1       | Swansea City      | 12,215     |
| 5      | Fulham            | 0–0       | West Ham United   | 14,705     |
| replay | West Ham United   | 0–3       | Fulham            | 27,934     |
| 6      | Manchester United | 4–2       | Manchester City   | 67,228     |
| 7      | Millwall          | 1–0       | Burnley           | 10,420     |
| 8      | Arsenal           | 2–1       | Chelsea           | 38,136     |

## Cuartos de final
| 6 de marzo de 2004, 12:30 | Manchester United         | 2:1     | Fulham           | Old Trafford, Mánchester                               |                                                        |
|                           | - van Nistelrooy 25', 62' | Reporte | - 23' Malbranque | Asistencia: 67.614 espectadores Árbitro(s): Rob Styles | Asistencia: 67.614 espectadores Árbitro(s): Rob Styles |

| 6 de marzo de 2004, 18:00 | Portsmouth       | 1:5     | Arsenal                                           | Fratton Park, Portsmouth                                |                                                         |
|                           | - Sheringham 90' | Reporte | - 25', 50' Henry - 43', 57' Ljungberg - 45' Touré | Asistencia: 20.137 espectadores Árbitro(s): Jeff Winter | Asistencia: 20.137 espectadores Árbitro(s): Jeff Winter |

| 7 de marzo de 2004, 13:00 | Millwall | 0:0     | Tranmere Rovers | The Den, Londres                                        |                                                         |
|                           |          | Reporte |                 | Asistencia: 16.404 espectadores Árbitro(s): Neale Barry | Asistencia: 16.404 espectadores Árbitro(s): Neale Barry |

| 7 de marzo de 2004, 16:05 | Sunderland  | 1:0     | Sheffield United | Stadium of Light, Sunderland                           |                                                        |
|                           | - Smith 15' | Reporte |                  | Asistencia: 37.115 espectadores Árbitro(s): Steve Dunn | Asistencia: 37.115 espectadores Árbitro(s): Steve Dunn |

### Replay
| 16 de marzo de 2004, 19:45 | Tranmere Rovers | 1:2     | Millwall                  | Prenton Park, Tranmere                                   |                                                          |
|                            | - Jones 41'     | Reporte | - 11' Cahill - 15' Harris | Asistencia: 15.510 espectadores Árbitro(s): Uriah Rennie | Asistencia: 15.510 espectadores Árbitro(s): Uriah Rennie |

## Semifinales
| 4 de abril de 2004, 13:00 | Arsenal | 0:1     | Manchester United | Villa Park, Birmingham                                    |                                                           |
|                           |         | Reporte | - 32' Scholes     | Asistencia: 39.939 espectadores Árbitro(s): Graham Barber | Asistencia: 39.939 espectadores Árbitro(s): Graham Barber |

| 4 de abril de 2004, 13:00 | Sunderland | 0:1     | Millwall     | Old Trafford, Mánchester                                |                                                         |
|                           |            | Reporte | - 26' Cahill | Asistencia: 56.112 espectadores Árbitro(s): Paul Durkin | Asistencia: 56.112 espectadores Árbitro(s): Paul Durkin |

## Final
| 14    | POR   | Tim Howard          | 84' |
| 2     | DEF   | Gary Neville        |     |
| 6     | DEF   | Wes Brown           |     |
| 27    | DEF   | Mikaël Silvestre    |     |
| 22    | DEF   | John O'Shea         |     |
| 7     | MED   | Cristiano Ronaldo   | 84' |
| 24    | MED   | Darren Fletcher     | 84' |
| 16    | MED   | Roy Keane           |     |
| 11    | MED   | Ryan Giggs          |     |
| 18    | DEL   | Paul Scholes        |     |
| 10    | DEL   | Ruud van Nistelrooy |     |
| D. T. | D. T. | Sir Alex Ferguson   |     |

| 33    | POR   | Andy Marshall    |     |
| 25    | DEF   | Marvin Elliott   |     |
| 2     | DEF   | Matthew Lawrence |     |
| 12    | DEF   | Darren Ward      |     |
| 3     | DEF   | Robbie Ryan      | 74' |
| 7     | MED   | Paul Ifill       |     |
| 19    | MED   | Dennis Wise      | 89' |
| 8     | MED   | David Livermore  |     |
| 26    | MED   | Peter Sweeney    |     |
| 4     | DEL   | Tim Cahill       |     |
| 9     | DEL   | Neil Harris      | 75' |
| D. T. | D. T. | Dennis Wise      |     |

| 13 | POR | Roy Carroll         | 84' |
| 8  | MED | Nicky Butt          | 84' |
| 20 | DEL | Ole Gunnar Solskjær | 84' |

| 37 | MED | Barry Cogan   | 74' |
| 23 | DEL | Mark McCammon | 75' |
| 11 | MED | Curtis Weston | 89' |

| 44' · 65' · 81' | Cristiano Ronaldo Ruud van Nistelrooy | 1:0 2:0 3:0 |

| 48' | Dennis Wise |

| Principal  | Jeff Winter  |
| Asistentes | Roger East   |
|            | Tony Green   |
| Cuarto     | Matt Messias |

| Alineación inicial |

| 14    | POR   | Tim Howard          | 84' |
| 2     | DEF   | Gary Neville        |     |
| 6     | DEF   | Wes Brown           |     |
| 27    | DEF   | Mikaël Silvestre    |     |
| 22    | DEF   | John O'Shea         |     |
| 7     | MED   | Cristiano Ronaldo   | 84' |
| 24    | MED   | Darren Fletcher     | 84' |
| 16    | MED   | Roy Keane           |     |
| 11    | MED   | Ryan Giggs          |     |
| 18    | DEL   | Paul Scholes        |     |
| 10    | DEL   | Ruud van Nistelrooy |     |
| D. T. | D. T. | Sir Alex Ferguson   |     |

| 33    | POR   | Andy Marshall    |     |
| 25    | DEF   | Marvin Elliott   |     |
| 2     | DEF   | Matthew Lawrence |     |
| 12    | DEF   | Darren Ward      |     |
| 3     | DEF   | Robbie Ryan      | 74' |
| 7     | MED   | Paul Ifill       |     |
| 19    | MED   | Dennis Wise      | 89' |
| 8     | MED   | David Livermore  |     |
| 26    | MED   | Peter Sweeney    |     |
| 4     | DEL   | Tim Cahill       |     |
| 9     | DEL   | Neil Harris      | 75' |
| D. T. | D. T. | Dennis Wise      |     |

| 13 | POR | Roy Carroll         | 84' |
| 8  | MED | Nicky Butt          | 84' |
| 20 | DEL | Ole Gunnar Solskjær | 84' |

| 37 | MED | Barry Cogan   | 74' |
| 23 | DEL | Mark McCammon | 75' |
| 11 | MED | Curtis Weston | 89' |

| 44' · 65' · 81' | Cristiano Ronaldo Ruud van Nistelrooy | 1:0 2:0 3:0 |

| 48' | Dennis Wise |

| Principal  | Jeff Winter  |
| Asistentes | Roger East   |
|            | Tony Green   |
| Cuarto     | Matt Messias |

| Alineación inicial |

| 14    | POR   | Tim Howard          | 84' |
| 2     | DEF   | Gary Neville        |     |
| 6     | DEF   | Wes Brown           |     |
| 27    | DEF   | Mikaël Silvestre    |     |
| 22    | DEF   | John O'Shea         |     |
| 7     | MED   | Cristiano Ronaldo   | 84' |
| 24    | MED   | Darren Fletcher     | 84' |
| 16    | MED   | Roy Keane           |     |
| 11    | MED   | Ryan Giggs          |     |
| 18    | DEL   | Paul Scholes        |     |
| 10    | DEL   | Ruud van Nistelrooy |     |
| D. T. | D. T. | Sir Alex Ferguson   |     |

| 33    | POR   | Andy Marshall    |     |
| 25    | DEF   | Marvin Elliott   |     |
| 2     | DEF   | Matthew Lawrence |     |
| 12    | DEF   | Darren Ward      |     |
| 3     | DEF   | Robbie Ryan      | 74' |
| 7     | MED   | Paul Ifill       |     |
| 19    | MED   | Dennis Wise      | 89' |
| 8     | MED   | David Livermore  |     |
| 26    | MED   | Peter Sweeney    |     |
| 4     | DEL   | Tim Cahill       |     |
| 9     | DEL   | Neil Harris      | 75' |
| D. T. | D. T. | Dennis Wise      |     |

| 13 | POR | Roy Carroll         | 84' |
| 8  | MED | Nicky Butt          | 84' |
| 20 | DEL | Ole Gunnar Solskjær | 84' |

| 37 | MED | Barry Cogan   | 74' |
| 23 | DEL | Mark McCammon | 75' |
| 11 | MED | Curtis Weston | 89' |

| 44' · 65' · 81' | Cristiano Ronaldo Ruud van Nistelrooy | 1:0 2:0 3:0 |

| 48' | Dennis Wise |

| Principal  | Jeff Winter  |
| Asistentes | Roger East   |
|            | Tony Green   |
| Cuarto     | Matt Messias |

| Alineación inicial |

| 14    | POR   | Tim Howard          | 84' |
| 2     | DEF   | Gary Neville        |     |
| 6     | DEF   | Wes Brown           |     |
| 27    | DEF   | Mikaël Silvestre    |     |
| 22    | DEF   | John O'Shea         |     |
| 7     | MED   | Cristiano Ronaldo   | 84' |
| 24    | MED   | Darren Fletcher     | 84' |
| 16    | MED   | Roy Keane           |     |
| 11    | MED   | Ryan Giggs          |     |
| 18    | DEL   | Paul Scholes        |     |
| 10    | DEL   | Ruud van Nistelrooy |     |
| D. T. | D. T. | Sir Alex Ferguson   |     |

| 33    | POR   | Andy Marshall    |     |
| 25    | DEF   | Marvin Elliott   |     |
| 2     | DEF   | Matthew Lawrence |     |
| 12    | DEF   | Darren Ward      |     |
| 3     | DEF   | Robbie Ryan      | 74' |
| 7     | MED   | Paul Ifill       |     |
| 19    | MED   | Dennis Wise      | 89' |
| 8     | MED   | David Livermore  |     |
| 26    | MED   | Peter Sweeney    |     |
| 4     | DEL   | Tim Cahill       |     |
| 9     | DEL   | Neil Harris      | 75' |
| D. T. | D. T. | Dennis Wise      |     |

| 13 | POR | Roy Carroll         | 84' |
| 8  | MED | Nicky Butt          | 84' |
| 20 | DEL | Ole Gunnar Solskjær | 84' |

| 37 | MED | Barry Cogan   | 74' |
| 23 | DEL | Mark McCammon | 75' |
| 11 | MED | Curtis Weston | 89' |

| 44' · 65' · 81' | Cristiano Ronaldo Ruud van Nistelrooy | 1:0 2:0 3:0 |

| 48' | Dennis Wise |

| Principal  | Jeff Winter  |
| Asistentes | Roger East   |
|            | Tony Green   |
| Cuarto     | Matt Messias |

| Alineación inicial |

|                       |
| Campeón               |
| Bandera de Inglaterra |
| Manchester United     |
| 11º título            |